# Rottneby herrgård
Rottneby är en herrgård i Stora Kopparbergs socken i Falu kommun.

## Historik
Rottneby är känd sedan 1500-talet som en självständig gård, då brukad av ätten Stierna. Orsaken till storgårdens uppkomst anses vara hyttdriften i området som är den tidigast kända i Falun – redan på 1300-talet vet man att hyttorna var i bruk, men förmodligen också tidigare.

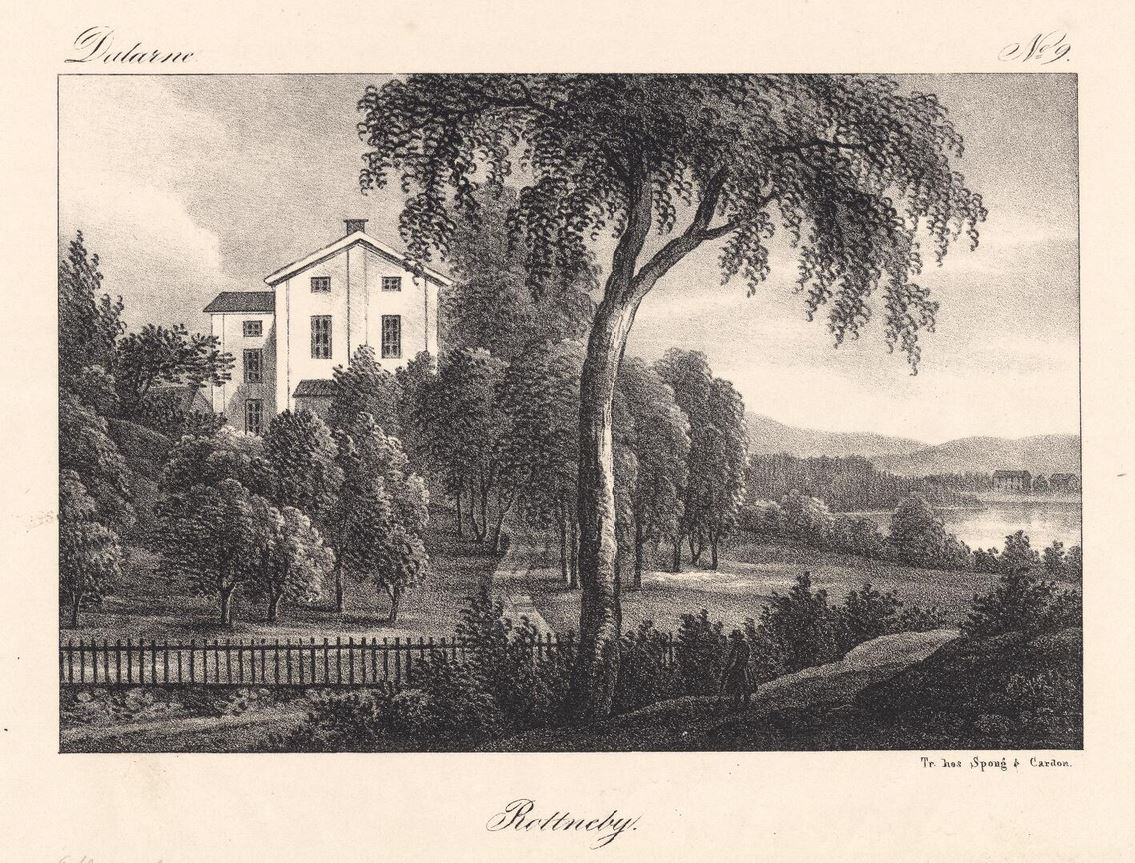
Litografi ur Sverige framstäldt i teckningar år 1836

Huvudbyggnaden uppfördes 1794, troligtvis av gårdens dåvarande ägare Johan Gotlieb Gahn. Den var då brädfodrad och hade ett brutet sadeltak, tolv kakelugnar och en salsspis. Denna epok var kort och i början av 1870-talet var alla 1700-talshus rivna förutom huvudbyggnaden och drängstugan.
1816 gjordes en omfattande renovering av huset, som under ledning av arkitekten Clas Wallman byggdes om i nyklassisk stil. Det brutna taket fick göra sorti till förmån för ett nytt sadeltak, alla fönster byttes ut och fasaden fick vit puts istället för den ursprungliga brädfodringen.
1867 gjorde nedgången i bergshanteringen att gården fick säljas igen; den här gången till Christian Skröder som var sågverksdirektör som genomförde en omfattande renovering. Han lade på plåttak, bytte ut samtliga kakelugnar, fönster, tapeter, paneler, golv och dörrar.
Några år efter Skröders död bjöds gården ut till försäljning på nytt och inköptes 1891 av Kopparbergs-Hofors sågverksaktiebolag. Familjen Nisser arrenderade gården från 1891 och kom att bebo gården under mer än hundra år.
1904 köptes gården av Samy Nissers brors änka, Ellen Nisser, som återigen lät renovera huset. Nu fick arkitekten Lars Israel Wahlman ge sig i kast med byggnaden, bland annat installerades en hiss i byggnaden. 
Nisser har sedan ägt byggnaden ända fram till 1990-talet, då gården köptes av Mikael Styrman, känd genom sitt bolag Ekfors kraft AB, där han hamnat i tvist med kommunen på sin hemort.
Falu kommun stoppade Styrmans planerade avverkning av en gammal naturskog kring fastigheten , varpå Styrman lämnade herrgården åt sitt öde. Skogen blev naturreservat men herrgården är på väg att förstöras. Förfallet är något som upprört många närboende så pass att en ideell förening – Rottnebys vänner – skapats. Föreningen vill skydda herrgården från ytterligare förfall och vandalisering.